# Projektchor
Ein Projektchor ist ein Zusammenschluss von Sängerinnen und Sängern, die gemeinsam bestimmte musikalische Werke einstudieren und anschließend aufführen.
Projektchöre sind überwiegend im semiprofessionellen Bereich anzutreffen; teilweise werden diese auch speziell für bestimmte Konzerte zusammengestellt. Geprobt wird in der Regel am Wochenende, oft auch über den ganzen Tag. Sinn dieses Probenmodus ist es, vor allem ambitionierte Sänger zu gewinnen, die sich nicht dauerhaft an einen Chor binden wollen, die nicht am Probenort wohnen oder auch nur an bestimmter Chormusik auf einem bestimmten Niveau interessiert sind. Es hat sich die etwas ironische Bezeichnung „Chortourismus“ etabliert.
Eine Projektchorteilnahme setzt ab einem gewissen Niveau das selbständige Vorbereiten der Literatur voraus. Dadurch wird die gemeinsame Probenzeit nicht überwiegend mit dem Studieren des Notentextes verbracht, sondern dem Zusammensetzen, Aufeinanderabstimmen und der musikalischen Interpretation.
Viele Landesjugendchöre sind als Projektchöre angelegt.